# Robert Lepage

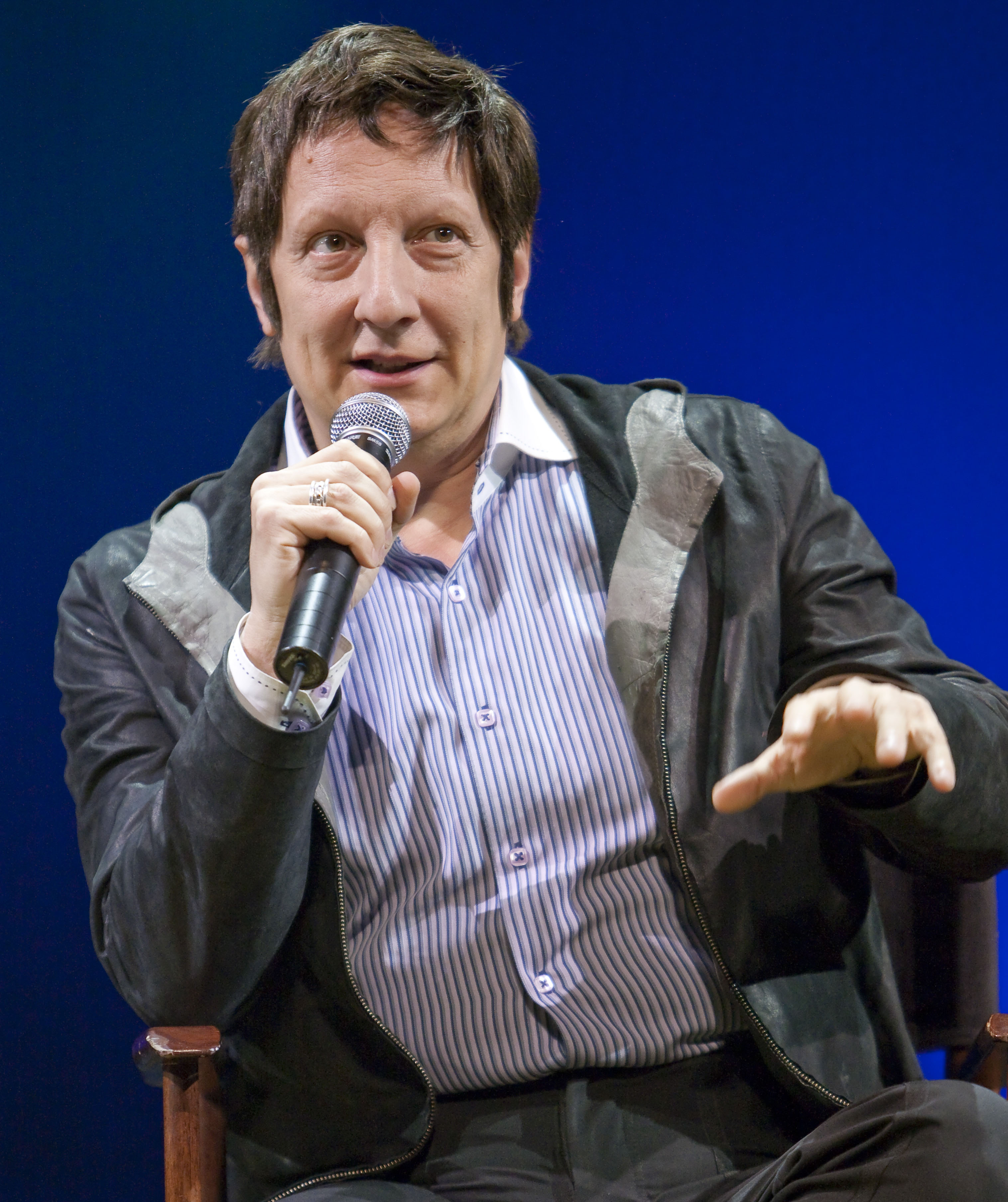
Robert Lepage (2010)

Robert Lepage, CC, OQ (* 12. Dezember 1957 in der Stadt Québec) ist ein kanadischer Theaterregisseur. Er wirkt auch als Filmregisseur, Schauspieler, Drehbuchautor und Filmproduzent.

## Leben und Leistungen
Lepage wuchs in einem katholischen Umfeld in Québec auf. Sein Vater war Taxifahrer. Von 1975 bis 1978 studierte Lepage Theater am Conservatoire d'art dramatique in der Stadt Québec. Vorwiegend arbeitet er als Theaterregisseur. Er leitet die Theaterkompanie ExMachina, die er 1993 gründete. Er verfasste unter anderem die Bühnenstücke Tectonic Plates und Die andere Seite des Mondes, die beide mit seiner Mitwirkung verfilmt wurden. Der siebenarmige Ota, das ist das sogenannte Hiroshima-Theresienstadt-Projekt, gewann den Preis für die beste Quebecer Aufführung bei den Masques Awards.
Robert Lepage gastiert mit seinen Theaterproduktionen auf allen großen Theaterfestivals in Europa, Australien, Japan und Amerika.
Er war auch an Musikproduktionen beteiligt und arbeitete mit Peter Gabriel an der Gestaltung des Bühnenbilds bei der Secret World Tour 1993–1994, bei der anschließenden Growing Up Tour 2003–2004 und bei der i/o The Tour 2023.
Sein internationales Theaterprojekt Lipsynch, mit neun Darstellerinnen und Darstellern aus Kanada, Großbritannien, Spanien, Deutschland und USA, wurde in einer ersten Version 2007 bereits in England, Spanien und Kanada gespielt. Die Premiere der vollständigen Fassung (neun Stunden) fand am 6. September 2008 in London im Barbican Centre statt, anschließend gab es Gastspiele in Madrid, Le Havre, Sydney, Toronto, Moskau, New York, Montreal, Taipeh, Melbourne, u. a.
Alle Vorstellungen wurden vom Publikum mit standing ovations gefeiert.
Mit seiner Produktion Eonnagata, uraufgeführt im März 2009 in London, gastierte er unter anderem im November 2009 bei den Berliner Festspielen.
Lepage erhielt zahlreiche Auszeichnungen für seine Werke. Ihm wurde auch der Titel Officer of the Order of Canada verliehen.
1995 gewann er für den Film Confessionnal beim Vancouver International Film Festival den Preis für das beste kanadische Drehbuch. 1996 erhielt er für Confessionnal, seinem Filmregiedebüt, einen Genie Award für die beste Regie und den Claude Jutra Award. Über die Jahre hinweg gab es auch sieben Genie-Nominierungen für unterschiedliche Filme. 1998 wurde Lepage beim Toronto International Film Festival für den Film Nô als bester kanadischer Kinofilm ausgezeichnet. 2001 folgte der Spezialpreis beim Prix Jutra für den Film Possible Worlds. Für das Filmdrama Die andere Seite des Mondes erhielt Lepage bei den Internationalen Filmfestspielen Berlin 2004 in der Sektion Panorama den FIPRESCI-Preis. 2004 brachte ihm dieser Film den Genie Award für das beste adaptierte Drehbuch ein. 2007 bekam er von der Europäischen Kommission den Europäischen Theaterpreis. Ursprünglich sollte er ihn gemeinsam mit Peter Zadek erhalten, da dieser jedoch sein Erscheinen bei der Preisverleihung absagte, ist Lepage alleiniger Preisträger.
In den Jahren 2010 bis 2012 führte Lepage Regie bei den Aufführungen sämtlicher vier Teile von Richard Wagners Ring des Nibelungen an der Metropolitan Opera in New York. Die Filmregisseurin Susan Fränke drehte über die Arbeiten an diesem Aufführungsprogramm den Film Wagner's Dream, der im April 2012 uraufgeführt wurde. Mit Playing Cards 1 : Spades wurde er 2012 zur Ruhrtriennale, 2013 zu den Wiener Festwochen eingeladen.

## Filmografie

### Schauspieler
- 1989: Jesus von Montreal (Jésus de Montréal)
- 1990: Ding et Dong le film
- 1991: Montreal Sextet (Montréal vu par…) (Segment Desperanto)
- 1992: Tectonic Plates
- 1994: Viper – Ein Ex-Cop räumt auf (Viper)
- 2000: Stardom
- 2003: Die andere Seite des Mondes (La face cachée de la lune)
- 2005: L'Audition
- 2006: No-Vacancy
- 2006: In the Cities (Dans les villes)

### Drehbuchautor
- 1992: Tectonic Plates
- 1994: Secret World Live
- 1995: Confessionnal (Le Confessionnal)
- 1996: Der Polygraph (Le polygraphe)
- 1998: Nô
- 2000: Possible Worlds
- 2003: Die andere Seite des Mondes (La face cachée de la lune)
- 2013: Triptyque

### Regisseur
- 1995: Confessionnal (Le Confessionnal)
- 1996: Der Polygraph (Le polygraphe)
- 1998: Nô
- 2000: Possible Worlds
- 2003: Die andere Seite des Mondes (La face cachée de la lune)
- 2012: Playing cards 1: SPADES (Theater)
- 2013: Triptyque
- 2019: Coriolanus

### Produzent
- 2003: Die andere Seite des Mondes (La face cachée de la lune)

### Musik
- 1993: Secret World Live (mit Peter Gabriel)
- 2002: Growing Up Live (mit Peter Gabriel)

### Text
- 887. Illustration Steve Blanchet. Québec Amérique, Montréal 2016 (mit einer"free mobile application")